# Scorpaena normani
Scorpaena normani — риба родини скорпенових. Зустрічається в водах східної Атлантики від Мавританії до Анголи.. Морська прибережна тропічна риба, що сягає 20 см довжиною.